# Sascha Reimann/Diskografie
Diese Diskografie ist eine Übersicht über die musikalischen Werke des deutschen Musikers und Rappers Sascha Reimann sowie seinen Pseudonymen Ferris MC und Electro Ferris.

## Alben

### Studioalben
| Jahr | Titel                                | Höchstplatzierung, Gesamtwochen, AuszeichnungChartplatzierungen (Jahr, Titel, Platzierungen, Wochen, Auszeichnungen, Anmerkungen) | Höchstplatzierung, Gesamtwochen, AuszeichnungChartplatzierungen (Jahr, Titel, Platzierungen, Wochen, Auszeichnungen, Anmerkungen) | Höchstplatzierung, Gesamtwochen, AuszeichnungChartplatzierungen (Jahr, Titel, Platzierungen, Wochen, Auszeichnungen, Anmerkungen) | Anmerkungen                            |
| Jahr | Titel                                | DE | AT | CH | Anmerkungen                            |
| ---- | ------------------------------------ | --- | --- | --- | -------------------------------------- |
| 1999 | Asimetrie                            | DE17 (6 Wo.)DE | — | — | Erstveröffentlichung: 18. Oktober 1999 |
| 2001 | Fertich!                             | DE32 (3 Wo.)DE | — | — | Erstveröffentlichung: 29. Oktober 2001 |
| 2003 | Audiobiographie                      | DE32 (6 Wo.)DE | — | CH78 (5 Wo.)CH | Erstveröffentlichung: 6. Oktober 2003  |
| 2004 | Ferris MC                            | DE40 (4 Wo.)DE | — | CH61 (3 Wo.)CH | Erstveröffentlichung: 8. August 2004   |
| 2015 | Glück ohne Scherben                  | DE21 (1 Wo.)DE | AT72 (1 Wo.)AT | CH64 (1 Wo.)CH | Erstveröffentlichung: 29. Mai 2015     |
| 2017 | Asilant                              | DE32 (1 Wo.)DE | — | CH57 (1 Wo.)CH | Erstveröffentlichung: 17. Februar 2017 |
| 2019 | Wahrscheinlich nie wieder vielleicht | DE91 (1 Wo.)DE | — | — | Erstveröffentlichung: 8. März 2019     |
| 2020 | Missglückte Asimetrie                | DE22 (1 Wo.)DE | — | — | Erstveröffentlichung: 23. Oktober 2020 |
| 2022 | Alle hassen Ferris                   | DE26 (1 Wo.)DE | — | — | Erstveröffentlichung: 17. Juni 2022    |
| 2024 | Mortal Comeback                      | DE17 (1 Wo.)DE | — | — | Erstveröffentlichung: 31. Mai 2024     |

### Kollaboalben
- 1995: Freaks (Erstveröffentlichung: 22. September 1995; mit Flowin Immo & DJ Pee als Freaks Association Bremen)

### Kompilationen
- 2006: Düstere Legenden

### Mixtapes
- 2005: Wixtape Vol.1 >>> Der übliche Verdächtige

### EPs
- 2019: Phönix aus der Klapse (mit Swiss)

## Singles

### Als Leadmusiker
| Jahr | Titel Album                      | Höchstplatzierung, Gesamtwochen, AuszeichnungChartplatzierungen (Jahr, Titel, Album, Platzierungen, Wochen, Auszeichnungen, Anmerkungen) | Höchstplatzierung, Gesamtwochen, AuszeichnungChartplatzierungen (Jahr, Titel, Album, Platzierungen, Wochen, Auszeichnungen, Anmerkungen) | Höchstplatzierung, Gesamtwochen, AuszeichnungChartplatzierungen (Jahr, Titel, Album, Platzierungen, Wochen, Auszeichnungen, Anmerkungen) | Anmerkungen                                                  |
| Jahr | Titel Album                      | DE | AT | CH | Anmerkungen                                                  |
| ---- | -------------------------------- | --- | --- | --- | ------------------------------------------------------------ |
| 1999 | Im Zeichen des Freaks Asimetrie  | DE71 (5 Wo.)DE | — | — | Erstveröffentlichung: 13. September 1999                     |
| 1999 | Wer hätte das gedacht? –         | DE85 (3 Wo.)DE | — | — | Erstveröffentlichung: 27. September 1999 mit Falk und Das Bo |
| 2001 | Flash for Ferris MC Fertich!     | DE68 (4 Wo.)DE | — | — | Erstveröffentlichung: 17. September 2001                     |
| 2003 | Zur Erinnerung Audiobiographie   | DE9 (18 Wo.)DE | AT67 (5 Wo.)AT | CH49 (7 Wo.)CH | Erstveröffentlichung: 28. September 2003                     |
| 2004 | Feieralarm Audiobiographie       | DE32 (9 Wo.)DE | AT69 (4 Wo.)AT | — | Erstveröffentlichung: 1. März 2004 mit Tobi Tobsen           |
| 2004 | Was wäre wenn? Ferris MC         | DE63 (5 Wo.)DE | — | — | Erstveröffentlichung: 19. Juli 2004                          |
| 2006 | Düstere Legende Düstere Legenden | DE94 (1 Wo.)DE | — | — | Erstveröffentlichung: 24. März 2006                          |

Weitere Singles
| - 1995: Freaks (F.A.B., 12″, MZEE) - 1995: Hip Hop und Rap (die krasse Klasse ’95) - 1996: F.A.B. am Mikrofon / Harmodekiddiejunk (F.A.B., 12″) - 1997: Es tut mir leid (F.A.B.,12″) - 1997: ERiCH Privat (F.A.B., EP) - 2000: Tanz mit mir - 2002: Viel zu spät - 2004: Spieglein, Spieglein, 12″ - 2004: Rappen und Feiern (mit JaOne & Twizzy) - 2005: Achtung! Achtung! (Maniax, 12″) - 2007: Fuck the World (von Tube & Berger feat. Electro Ferris, 12″) - 2008: Day Off (als Electro Ferris, 12″) - 2008: 2 MC’S & 1 DJ (von DJ Stylewarz, Ferris MC und Toni-L, 12″) - 2008: Dark City/Sex in the City (Maniax, 12″) - 2008: Plutonium Boy (Maniax, 12″) - 2009: Fight Club (als Electro Ferris, 12″) - 2009: Fight Club Round 2 (als Electro Ferris, 12″) - 2009: Schattenwelt (als Electro Ferris mit Stereofunk) - 2010: Sonnenlicht feat. Markus Lange & Denis Naidanow (als Electro Ferris) - 2011: Stab (als Electro Ferris mit Nikolai) - 2011: you got the Body Baby (als Electro Ferris mit Markus Lange) | - 2012: Überfallkommando (als Ferris MC mit den Discodogs) - 2012: Blood Red (als Ferris Hilton, 12″) - 2012: Weltuntergang (feat. Swiss) - 2013: Killah (als Ferris Hilton, 12″) - 2015: All die schönen Dinge - 2015: Roter Teppich - 2018: Für Deutschland reichts - 2019: Heul doch (mit Swiss und die Andern, SHOCKY, Tamas, SDP, Blokkmonsta und Crystal F) - 2020: Wir sterben alle - 2020: Missglückte Asimetrie - 2020: Kein Kompliment - 2020: 13. Stock - 2020: Du hast eine Rolex - 2021: Advent Advent ein Nazi brennt (mit Swiss und die Andern, SHOCKY, Tamas, ZSK, Lord of the Lost und Diggen) - 2021: Freizeit & Kuchen (feat. Finch) - 2022: Partisanen - 2022: Alle hassen Ferris - 2024: Nashorn - 2024: Einklang - 2024: Die Goldene Ära - 2024: Trauma |

### Als Gastmusiker
| Jahr | Titel Album                    | Höchstplatzierung, Gesamtwochen, AuszeichnungChartplatzierungen (Jahr, Titel, Album, Platzierungen, Wochen, Auszeichnungen, Anmerkungen) | Höchstplatzierung, Gesamtwochen, AuszeichnungChartplatzierungen (Jahr, Titel, Album, Platzierungen, Wochen, Auszeichnungen, Anmerkungen) | Höchstplatzierung, Gesamtwochen, AuszeichnungChartplatzierungen (Jahr, Titel, Album, Platzierungen, Wochen, Auszeichnungen, Anmerkungen) | Anmerkungen                                                                                    |
| Jahr | Titel Album                    | DE | AT | CH | Anmerkungen                                                                                    |
| ---- | ------------------------------ | --- | --- | --- | ---------------------------------------------------------------------------------------------- |
| 1999 | Reimemonster Rolle mit Hip-Hop | DE42 (11 Wo.)DE | — | — | Erstveröffentlichung: 12. April 1999 Afrob feat. Ferris MC                                     |
| 2000 | Chaos Der Surge-Effekt         | DE60 (4 Wo.)DE | — | — | Erstveröffentlichung: 10. Januar 2000 Such a Surge feat. Ferris MC, Spezializtz & DJ Stylewarz |
| 2003 | Fiesta Ride with me            | DE22 (9 Wo.)DE | AT55 (4 Wo.)AT | CH60 (4 Wo.)CH | Erstveröffentlichung: 21. Juli 2003 Vanessa S. feat. Ferris MC                                 |
| 2005 | Die Nacht der Freaks –         | DE77 (3 Wo.)DE | — | — | Erstveröffentlichung: 30. Mai 2005 Mellow Trax feat. Ferris MC                                 |

## Statistik

### Chartauswertung
|                     | DE     | AT    | CH    |
| ------------------- | ------ | ----- | ----- |
| Nummer-eins-Alben   | DE—DE  | AT—AT | CH—CH |
| Top-10-Alben        | DE—DE  | AT—AT | CH—CH |
| Alben in den Charts | DE10DE | AT1AT | CH4CH |

|                       | DE     | AT    | CH    |
| --------------------- | ------ | ----- | ----- |
| Nummer-eins-Singles   | DE—DE  | AT—AT | CH—CH |
| Top-10-Singles        | DE1DE  | AT—AT | CH—CH |
| Singles in den Charts | DE11DE | AT3AT | CH2CH |